# Галиев, Галиян Шайхетдинович
Галиян Шайхетдинович (Шайхутдинович) Галиев (24 апреля 1905, Большие Шады, Уфимская губерния — 16 декабря 1964, Уфа) — советский военный, государственный и политический деятель, генерал-майор (с 19 апреля 1945 года). Член КПСС.

## Биография
Родился в 1905 году в деревне Большие Шады Кизганбашевской волости в Бирском уезде Уфимской губернии (сейчас в составе Мишкинского района Республики Башкортостан). Владел казахским, узбекским, киргизским, туркменским, немецким языками. По национальности башкир.
Учился в родной деревне, в начальной школе (сейчас — Муниципальная средняя общеобразовательная школа д. Большие Шады Мишкинского района Республики Башкортостан).
С 1926 года по 1955 год — на хозяйственной, общественной и политической работе. В 1955—1965 — пенсионер по инвалидности. Умер в Уфе в 1965 году.
В 1927—1928 годах учился в полковой школе Красной Армии г. Бирска.
В 1930—1932 годах — студент Коммунистического вуза г. Казани.
В 1937—1938 годах — народный комиссар здравоохранения Башкирской АССР.
В 1938—1941 годах — 3-й секретарь Башкирского обкома ВКП (б).
В 1941—1946 годах — в рядах Советской Армии: начальник политотдела авиационного училища, военком управления тыла и фронта, член военного Совета 68-й Армии, в 01.02.1943 — 26.04.1943 полковник ГАЛИЕВ Галиян Шайхетдинович — член военного Совета 3-я танковой армии, член военного Совета 57-й Армии 3-го Украинского фронта. 19 апреля 1945 года Г. Ш. Галиеву присвоено звание генерал-майор.
После войны работал в различных управленческих постах в Башкирском обкоме ВКП(б). В 1947—1949 годах — заместитель председателя Совета Министров БАССР.
Управляющий Башкирской конторой «Главкинопроката» в 1951—1962 годах.
Избирался депутатом Верховного Совета Башкирской АССР 1-го и 2-го созывов. Делегат XVIII съезда ВКП(б).

## Награды
Кавалер орденов Красного Знамени, Богдана Хмельницкого I и II степени, Отечественной войны I степени, Красной Звезды, Болгарского ордена «За военные заслуги».